# Motley megye
Motley megye az Amerikai Egyesült Államokban, azon belül Texas államban található. Megyeszékhelye és legnagyobb városa Matador. Lakosainak száma 1063 fő (2020. április 1.). Motley megye Cottle, Floyd, Dickens, Hall, Briscoe, King és Crosby megyékkel határos.

## Népesség
A megye népességének változása:
| Lakosok száma | 1207 | 1211 | 1195 | 1196 | 1148 | 1063 |
|               | 2010 | 2011 | 2012 | 2013 | 2015 | 2020 |